# 아라카와정 (니가타현)
아라카와정(荒川町)은 니가타현 북부에 위치했던 정이다. 2008년 4월 1일에 무라카미시, 가미하야시촌·아사히촌·산포쿠정과 합병해 무라카미시가 되었다.

## 역사
- 1889년 4월 1일 - 정촌제 시행과 함께 이와후네군 가미호나이촌, 나카호나이촌, 가나야촌, 미나미호나이촌, 에비에촌, 오쓰촌이 성립하였다.
- 1901년 11월 1일 - 가미호나이촌 나카호나이촌이 합병해 호나이촌이 되었다.
  - 가나야촌, 미나미호나이촌, 에비에촌, 오쓰촌 합병해 가나야촌이 되었다.
- 1954년 12월 1일 - 호나이촌, 가나야촌이 합병해 아라카와정이 성립하였다.
- 2008년 4월 1일 - 무라카미시, 가미하야시촌·아사히촌·산포쿠정이 합병해 새로운 무라카미시가 되었다.

## 교통

### 철도
- 동일본 여객철도
  - 우에쓰 본선
  - 요네사카 선

### 도로
- 니혼카이토호쿠 자동차도
- 국도 제7호선
- 국도 제113호선
- 국도 제345호선